# سعید العیسی
سعید العیسی (انگلیسی: Saeed Al-Issa؛ زادهٔ ۱۵ سپتامبر ۱۹۸۸) یک ورزشکار اهل عربستان سعودی است.
از باشگاه‌هایی که در آن بازی کرده‌است می‌توان به باشگاه فوتبال الشباب عربستان سعودی، باشگاه فوتبال الرائد عربستان سعودی، و باشگاه فوتبال الشعله عربستان سعودی اشاره کرد.